# Bundestagsausschüsse des 2. Deutschen Bundestages
Im Folgenden sind die 38 ständigen Bundestagsausschüsse des 2. Deutschen Bundestages (1953–1957) aufgeführt:
| Ausschuss | Vorsitz                                                       | Fraktion       | Stellvertreter                                                                        | Fraktion    | Mitglieder |
| --- | ------------------------------------------------------------- | -------------- | ------------------------------------------------------------------------------------- | ----------- | ---------- |
| Ausschuss für Wahlprüfung und Immunität                                                                                               | Ludwig Schneider ab 5. Oktober 1956: Heinrich Höcker          | FDP SPD        | Heinrich Höcker ab 30. Januar 1957: Stefan Dittrich                                   | SPD CDU/CSU | 17         |
| Ausschuss für Geschäftsordnung | Heinrich Georg Ritzel                                         | SPD            | Karl Gengler                                                                          | CDU/CSU     | 17         |
| Ausschuss für Petitionen | Luise Albertz                                                 | SPD            | Karl Kahn                                                                             | CDU/CSU     | 29         |
| Ausschuss für auswärtige Angelegenheiten                                                                                              | Eugen Gerstenmaier ab 17. Dezember 1954: Kurt Georg Kiesinger | CDU/CSU        | Carlo Schmid ab Juni 1956: Herbert Wehner                                             | SPD         | 29         |
| Ausschuss für Besatzungsfragen ab 3. Dezember 1953: Ausschuss für Besatzungsfolgen                                                    | Eduard Wahl                                                   | CDU/CSU        | Emmy Meyer-Laule                                                                      | SPD         | 23         |
| Ausschuss für Fragen der europäischen Sicherheit ab 10. Januar 1956: Ausschuss für Verteidigung                                       | Richard Jaeger                                                | CDU/CSU        | Fritz Erler                                                                           | SPD         | 29         |
| Ausschuss zum Schutze der Verfassung                                                                                                  | Walter Menzel                                                 | SPD            | Ferdinand Friedensburg                                                                | CDU/CSU     | 23         |
| Ausschuss für Angelegenheiten der inneren Verwaltung                                                                                  | Friedrich Maier                                               | SPD            | Alfred Gille ab 1. Januar 1956: Hans Egon Engell                                      | GB/BHE      | 23         |
| Ausschuss für Beamtenrecht | Josef Ferdinand Kleindinst                                    | CDU/CSU        | Walther Kühn                                                                          | FDP         | 29         |
| Ausschuss für Fragen der Presse, des Rundfunks und des Films                                                                          | Paul Bausch                                                   | CDU/CSU        | Heinz Kühn                                                                            | SPD         | 29         |
| Ausschuss für Kulturpolitik | Karl Gaul                                                     | FDP            | Erwin Feller                                                                          | GB/BHE      | 23         |
| Ausschuss für Kommunalpolitik | Friedrich Wilhelm Willeke                                     | CDU/CSU        | Wilhelm Tenhagen ab 23. März 1955: Willy Könen                                        | SPD         | 23         |
| Ausschuss für Fragen der öffentlichen Fürsorge                                                                                        | Maria Niggemeyer                                              | CDU/CSU        | Fritz Becker ab 23. März 1955: Margot Kalinke                                         | DP          | 17         |
| Ausschuss für Fragen des Gesundheitswesens                                                                                            | Richard Hammer                                                | FDP            | Viktoria Steinbiß                                                                     | CDU/CSU     | 23         |
| Ausschuss für Jugendfragen | Emil Kemmer                                                   | CDU/CSU        | Marta Schanzenbach                                                                    | SPD         | 23         |
| Ausschuss für Rechtswesen und Verfassungsrecht                                                                                        | Matthias Hoogen                                               | CDU/CSU        | Adolf Arndt                                                                           | SPD         | 29         |
| Ausschuss für Patentrecht und gewerblichen Rechtsschutz ab 3. Dezember 1953: Ausschuss für gewerblichen Rechtsschutz und Urheberrecht | Friedrich Wilhelm Wagner                                      | SPD            | Hans Furler                                                                           | CDU/CSU     | 17         |
| Haushaltsausschuss | Erwin Schoettle                                               | SPD            | Martin Blank                                                                          | FDP         | 29         |
| Ausschuss für Finanz- und Steuerfragen                                                                                                | Hans Wellhausen                                               | FDP            | Wilhelm Gülich                                                                        | SPD         | 29         |
| Ausschuss für Lastenausgleich | Johannes Kunze                                                | CDU/CSU        | Karl Atzenroth ab 12. Dezember 1956: Otto Klötzer                                     | FDP GB/BHE  | 23         |
| Ausschuss für Wirtschaftspolitik | Wilhelm Naegel ab 21. September 1956: Fritz Hellwig           | CDU/CSU        | Joachim Schöne                                                                        | SPD         | 31         |
| Ausschuss für Geld und Kredit | Hugo Scharnberg                                               | CDU/CSU        | Walter Seuffert                                                                       | SPD         | 17         |
| Ausschuss für Außenhandelsfragen | Reinhold F. Bender                                            | GB/BHE         | Robert Margulies                                                                      | FDP         | 23         |
| Ausschuss für Sonderfragen des Mittelstandes                                                                                          | Richard Stücklen                                              | CDU/CSU        | Rudolf Eickhoff                                                                       | DP          | 23         |
| Ausschuss gem. Artikel 15 GG | Heinrich Deist                                                | SPD            | Hugo Geiger                                                                           | CDU/CSU     | 17         |
| Ausschuss für Ernährung, Landwirtschaft und Forsten                                                                                   | Bernhard Bauknecht                                            | CDU/CSU        | Herbert Kriedemann                                                                    | SPD         | 31         |
| Ausschuss für Arbeit | Anton Sabel                                                   | CDU/CSU        | Willy Odenthal                                                                        | SPD         | 29         |
| Ausschuss für Sozialpolitik | Willi Richter                                                 | SPD            | Josef Arndgen                                                                         | CDU/CSU     | 29 bzw. 31 |
| Ausschuss für Kriegsopfer- und Heimkehrerfragen                                                                                       | Helmut Petersen                                               | GB/BHE         | Kurt Pohle                                                                            | SPD         | 23         |
| Ausschuss für Verkehrswesen | Oskar Rümmele                                                 | CDU/CSU        | Willy Max Rademacher                                                                  | FDP         | 29         |
| Ausschuss für Post- und Fernmeldewesen                                                                                                | Bruno Diekmann                                                | SPD            | Theodor Siebel                                                                        | CDU/CSU     | 17         |
| Ausschuss für Wiederaufbau und Wohnungswesen                                                                                          | Paul Lücke                                                    | CDU/CSU        | Carl Wirths ab 14. September 1955: Rudolf Will                                        | FDP         | 29         |
| Ausschuss für Bau- und Bodenrecht | Werner Jacobi                                                 | SPD            | Alfred Onnen ab 9. November 1954: Carl Wirths ab 14. September 1955: Herwart Miessner | FDP         | 17         |
| Ausschuss für Heimatvertriebene | Linus Kather ab 9. Juli 1954: Ernst Kuntscher                 | CDU/CSU        | Richard Reitzner                                                                      | SPD         | 23         |
| Ausschuss für Gesamtdeutsche und Berliner Fragen                                                                                      | Herbert Wehner                                                | SPD            | Walter Brookmann                                                                      | CDU/CSU     | 29         |
| Ausschuss für Grenzlandfragen | Heinrich Kemper                                               | CDU/CSU        | Peter Jacobs                                                                          | SPD         | 17         |
| Ausschuss für Fragen der Wiedergutmachung                                                                                             | Otto Heinrich Greve                                           | SPD            | Franz Böhm                                                                            | CDU/CSU     | 17         |
| Ausschuss für Atomfragen | Hugo Geiger ab 10. Januar 1957: August-Martin Euler           | CDU/CSU DP/FVP | Ludwig Ratzel                                                                         | SPD         | 21         |